# Vișinată
La Vișinata  è un liquore dolce, ottenuto dalla fermentazione di amarene (vișine in lingua romena, da cui prende il nome) e zucchero, miscelata in seguito con alcol etilico.

## Preparazione
La vișinata viene preparata in un recipiente di vetro dove vengono introdotte le amarene insieme allo zucchero e fatte fermentare per un periodo di circa una settimana. Al termine di questo processo viene aggiunto alcol etilico a gradazione di almeno 70%. Dopo un tempo variabile a seconda delle diverse versioni la miscela viene filtrata e imbottigliata.